# Сиротский суд
Сиротский суд — организация городского самоуправления, занимавшаяся попечительством над вдовами и сиротами.
Учреждение было основано в соответствии с Учреждениями для управления губерний Всероссийской империи от 7 ноября 1775 года.

## Общие сведения
В состав Сиротского суда входили председатель (городской голова), два члена Городового магистрата и городовой староста, назначавшийся после выборов, срок полномочий которого состоял три года. 17 января 1799 года вступил в действие Устав столичного города Москвы, упразднивший Городовой магистрат и вместе с ним Сиротский суд. В 1802 году именным указом Сиротский суд был восстановлен.
9 марта 1828 года был подписан именной указ, согласно которому первоприсутствующим в суде обязательно должен был быть купец 1 гильдии. 29 сентября 1842 года Кабинет министров выпустил положение, согласно которому в штате Сиротского суда должен быть бухгалтер.
16 июня 1870 года было принято Городовое положение, чётко регламентирующее срок действий полномочий главы и членов Сиротского суда. В соответствии с документом, члены суда избирались на сословных собраниях купцов, цеховых ремесленников и мещан. Срок полномочий составлял 3 года. Количество членов суда устанавливалось общим собранием представителей сословий. Если городской голова не исполнял обязанности председателя Сиротского суда, то собрание выбирало и его. 3 апреля 1889 года было утверждено мнение Государственного совета, согласно которому председатель Сиротского суда выбирался членами Городской думы и утверждался генерал-губернатором.
Сиротский суд не начинал рассмотрение дел вдов или сирот по своей инициативе. Дела открывались после поступления прошения от вдовы, родственников или свойственников несовершеннолетнего, или по заявлению двух свидетелей и священника. Также дела могли открываться по заявлениям от Губернского магистрата, других судов или Губернского наместнического правления. 
Городской глава должен был информировать Сиротский Суд о малолетних детях и вдовах, оставшихся без поддержки. Суд проверял родственников малолетнего и после анализа их благосостояния и благонадёжности назначал опекунство. Помимо родственника, опекуном мог стать и чужой человек, прошедший проверку на благонадёжность. После назначения опекуна Сиротский суд регулярно запрашивал данные о финансовой состоятельности малолетнего сироты и его опекуна, а также о том, как эти деньги распределяются Проводилась подробная опись наследства малолетнего. 
Если малолетний по какой-то причине оставался без недвижимого имущества, Сиротский Суд должен был записать его на государственную службу или обеспечить поступление в общественное училище. Если же малолетний не принадлежал к дворянству, то Суд должен был устроить его в семью, где он получал образование или профессию, или в сиротское учебное заведение.  